# ニコラ・パジェット
ニコラ・パジェット（Nicola Pagett,  1945年6月15日 - 2021年3月3日）は、イギリスの女優である。

## 来歴
1945年、父親の仕事の関係で滞在していたエジプトカイロに生まれる。父親が石油関係の会社に勤めていたことから、幼少期は香港、キプロス、日本などの国で過ごした。日本に滞在中は、横浜市にあるサンモール・インターナショナル・スクールで学んでいる。その後はイギリスへ帰国し、1962年から2年間、王立演劇学校で演劇を学んでいる。
1964年からワージングの劇団へ参加していくつかの舞台演劇へ出演した後、1965年からテレビドラマシリーズなどへ出演し始めてプロとしてのキャリアをスタートさせた。1967年に古代イギリスを舞台に描いた史劇映画『虐殺の女王』で映画デビュー。1971年から準レギュラーとして出演したテレビドラマシリーズの『アップステアーズ、ダウンステアーズ』がイギリス国内でヒットしたことからその名も知られるようになり、現在に至るまでキャリアを順調に築き上げた。

## 出演作品

### 映画
- 虐殺の女王 The Viking Queen (1967)
- Some Like It Sexy (1969)
- 1000日のアン Anne of the Thousand Days (1969)
- There's a Girl in My Soup (1970)
- 真説フランケンシュタイン Frankenstein: The True Story (1973)
- 暁の7人 Operation: Daybreak (1975)
- 続ある愛の詩 Oliver's Story (1978)
- Redundant! Or the Wife's Revenge (1983) ※テレビ映画
- ゲイ人大尉と兵隊ヤクシャ Privates on Parade (1983)
- Scoop (1987) ※テレビ映画
- Hand in Glove (1987) ※テレビ映画
- Beryl Markham: A Shadow on the Sun (1987) ※テレビ映画
- 恋する予感 An Awfully Big Adventure (1995)

### テレビドラマ
- Thursday Theatre (1965)
- 危険な男 Danger Man (1965)
- Armchair Mystery Theatre (1965)
- Hereward the Wake (1965)
- ギデオン警部 非情の街 Gideon's Way (1965, 1967)
- Sexton Blake (1967)
- Man in a Suitcase (1968)
- The Troubleshooters (1968)
- シーザーズ The Caesars (1968)
- 組織の概要 Wicked Women (1970)
- アップステアーズ、ダウンステアーズ Upstairs, Downstairs (1971 - 1973)
- 帰ってきたシャーロック・ホームズ The Rivals of Sherlock Holmes (1973)
- ナポレオンと愛 Napoleon and Love (1974)
- Whodunnit? (1974)
- アンナ・カレーニナ Anna Karenina (1977)
- Do You Remember? (1978)
- The Timeless Land (1980)
- 華麗なる女実業家 続・炎のエマ A Woman of Substance (1985)
- Screen Two (1987)
- A Bit of a Do (1989)
- Ain't Misbehavin (1994 - 1995)
- アップライジング Up Rising (2000)